# A Abadía (Ribas de Miño)
A Abadía es una aldea española actualmente despoblada, que forma parte de la parroquia de San Esteban de Ribas de Miño, del municipio de Saviñao, en la provincia de Lugo, Galicia.

## Localización
Se encuentra a una distancia de 8 kilómetros del ayuntamiento de Saviñao.

## Límites
Limita con las parroquias de Rebordaos al norte, Vilelos y Piñeiró al este, Laxe, Louredo y Diomondi al sur, y San Félix de Asma, en el municipio de Chantada, al oeste.